# Frontière entre la Pologne et la Russie

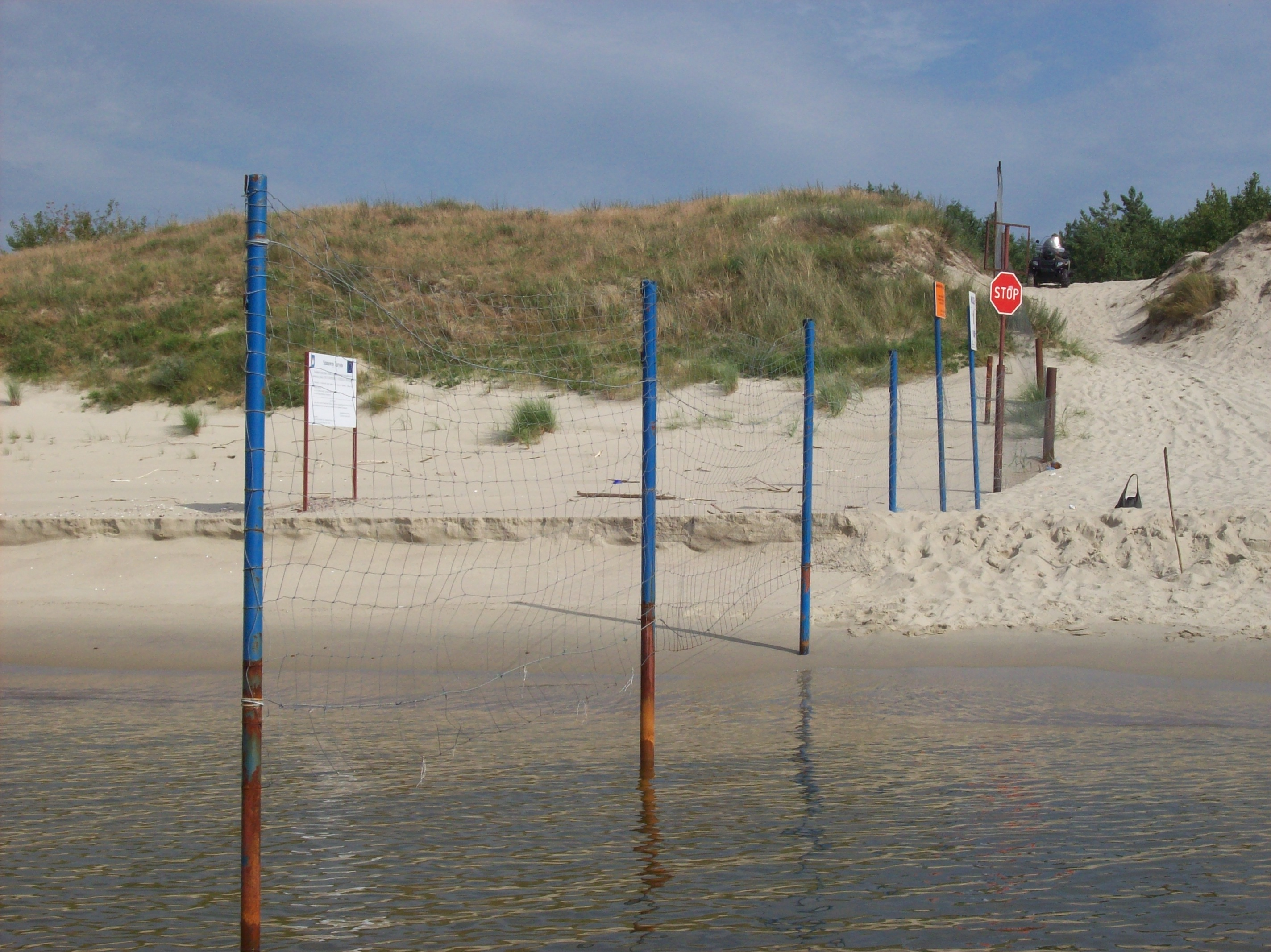
Frontière sur le rivage de la presqu'île de la Vistule.

La frontière entre la Pologne et la Russie est la frontière séparant la Pologne et l'enclave de Kaliningrad, également connue sous le nom d'oblast de Kaliningrad, région de Russie enclavée entre la Pologne, la Lituanie et la mer Baltique. Cette région est née du partage de l'ancienne province allemande de Prusse-Orientale entre soviétiques et polonais après la Seconde Guerre mondiale. Le tracé de cette frontière a été fixé par un traité signé le 17 août 1949 entre les gouvernements soviétique et polonais.
Ce tracé qui est quasi-rectiligne, débute sur les bords de la mer Baltique, scindant en deux parties égales la Presqu'île de la Vistule, puis traverse la lagune du fleuve et poursuit sa course vers l'est où elle rejoint les frontières Lituanie/Pologne et Lituanie/Russie avec lesquelles elle forme un tripoint.

## Historique
La Pologne recouvre son indépendance après la Première Guerre mondiale et ne tarde pas à entrer en guerre avec l'Union soviétique. Après deux ans de conflit, les belligérants signent la Paix de Riga en 1921 : à la faveur de la débâcle militaire et économique russe, la frontière entre les deux pays est repoussée à environ 200 km à l'est de la ligne Curzon, proposée par les Britanniques en 1919.

### 1939: Les conséquences du pacte germano soviétique Molotov-Ribbentrop
Paraphé le 19 août 1939 et signé officiellement le 23 août 1939 entre l'Allemagne nazie dirigé par Adolf Hitler et l'URSS dirigée par Joseph Staline, le pacte germano soviétique prévoit la non agression entre les deux parties en cas de conflit de chacun contre une autre puissance en Europe. Cet accord est signé sous le prétexte de mettre fin aux provocations de la Pologne.
Malgré leurs antagonismes et déclarations politiques bellicistes antérieures (Staline déclarait à ce sujet : «Il y a des années que nous passons notre temps à nous déverser réciproquement des seaux de merde sur la tête»),, l'accord permet également aux deux parties de renforcer leurs positions et de combler leurs besoins respectifs : obtention de machines outils allemandes et d'armement militaire pour l'URSS contre l'envoi de matières premières vitales pour l'industrie et l'appareil de guerre du Troisième Reich comme le pétrole, le blé, le nickel, le manganèse, le chrome (...) livraisons qui continueront jusqu'au 22 Juin 1941 date de l'opération Barbarossa d'invasion allemande de la Russie.
Enfin et surtout, dans une clause secrète, le pacte trace un partage entre les deux puissances de Europe orientale leur permettant de renforcer leur positions et objectifs respectifs sur l'échiquier géopolitique européen. Cette reconnaissance de leurs sphères d'influences respectives se fait alors au détriment des Etats de la région aux premiers rangs desquels figure la Pologne. La sécurité et les frontières de cette dernière avaient été pourtant été garanties par l'Angleterre et la France depuis le 31 Mars 1939 face aux nouvelles exigences territoriales d'Adolf Hitler sur la Tchécoslovaquie après l'affaire de la région des Sudètes en 1938, et qui n'avait en rien été tempérées par les accords de Munich en Septembre 1938.
Pour l'Allemagne nazie, le bénéfice secret fut d'obtenir la zone géographique de la Pologne occidentale, lui permettant d'avoir les mains libres pour se tourner vers les Pays-Bas, la Belgique, le Luxembourg et la France en Mai 1940, libérée de toute crainte d'une attaque soviétique. Pour la Russie soviétique, le pacte permit l'invasion des pays baltes (Estonie, Lituanie et Lettonie) par blocus maritime le 12 Juin 1940 puis invasion de la force armée, d'attaquer la Finlande (durant la guerre d'Hiver à partir du 20 Novembre 1939, valant à l'URSS d'être exclu de la SDN, l'ancêtre de l'ONU), regagner la Bessarabie (actuelle Moldavie) puis de la Bucovine du nord (dans l’actuelle Ukraine), reconstituant l'ensemble des territoires que l’Empire russe avait perdus durant la Première Guerre mondiale,.
À la suite de cet accord, la Wehrmacht envahit la Pologne le 1er septembre 1939, signant le déclenchement de la Seconde Guerre Mondiale. Le 17 Septembre la partie orientale du pays est envahie par l'Union Soviétique, signant la fin de l'existence de l'Etat polonais fondé en 1919. Les deux puissances organisèrent une parade commune sur le territoire polonais disparu sur la ville de Brest-Litovsk. De plus, les deux puissances échangèrent leurs informations pour réprimer toute forme de résistance, l'accord prévoyant que la Gestapo et le NKVD (l'ancêtre du KGB devenu FSB) collaborent très étroitement notamment avec l'échange de dissidents politiques à l'exemple de l'activiste communiste allemande Margaret Buber-Neumann qui, réfugiée depuis 1935 en URSS, fut livrée à la Gestapo qui la fit interner au camp de concentration de Ravensbrück ou elle réussit à survivre jusqu'en 1945.
L'URSS profite également de l'occasion pour éliminer toute tentative de résurrection d'un futur état polonais indépendant en liquidant une partie de ses élites intellectuelles du monde politique, militaire et scientifique. Près de 30 000 Polonais sont transférés au Goulag ou intégrés de force dans l’Armée Rouge en tant que nouveaux citoyens soviétiques. De septembre 1939 à juin 1941, 330 000 personnes dont un tiers d’enfants sont déportées dans les camps sibériens. Enfin, le 5 mars 1940, Staline donne l'ordre d'éliminer dans le plus grand secret 25 700 prisonniers de guerre polonais transférés en Russie. Ce crime de guerre connu sous le nom de massacre de Katyn ne fut reconnu par les autorités russes (comme le pacte germano soviétique et notamment sa clause secrète de dépeçage de la Pologne) qu'à la chute de l'URSS en 1991.

## À partir de 1945

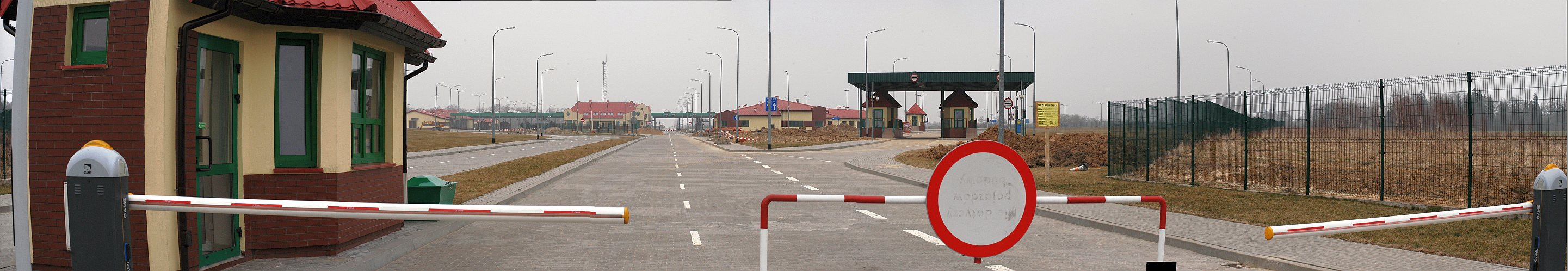
Le poste-frontière de Grzechotki-Mamonowo II en 2009.

En 1945, à la suite des discussions des Alliés sur la question polonaise, la Pologne est recréée, sur un territoire décalé vers l'ouest par rapport à 1918. Sa nouvelle frontière avec l'URSS suit en partie le tracé de la ligne Curzon, hormis dans la région de Lwów, qui est attribuée à l'Union soviétique.

## 1991: fin de l'URSS et retour à l'indépendance
Depuis l'éclatement de l'Union soviétique intervenue en 1991 et l'indépendance de la Lituanie, de la Biélorussie et de l'Ukraine, la frontière entre la Pologne et la Russie ne correspond plus qu'à celle de l'enclave de Kaliningrad.
Dans le contexte de tensions frontalière entre la Biélorussie et l'Union européenne en 2021 et l'invasion de l'Ukraine par la Russie en 2022, la Pologne construit en novembre 2022 une barrière de fils de fer barbelés de 210 kilomètres de longueur le long de la frontière.

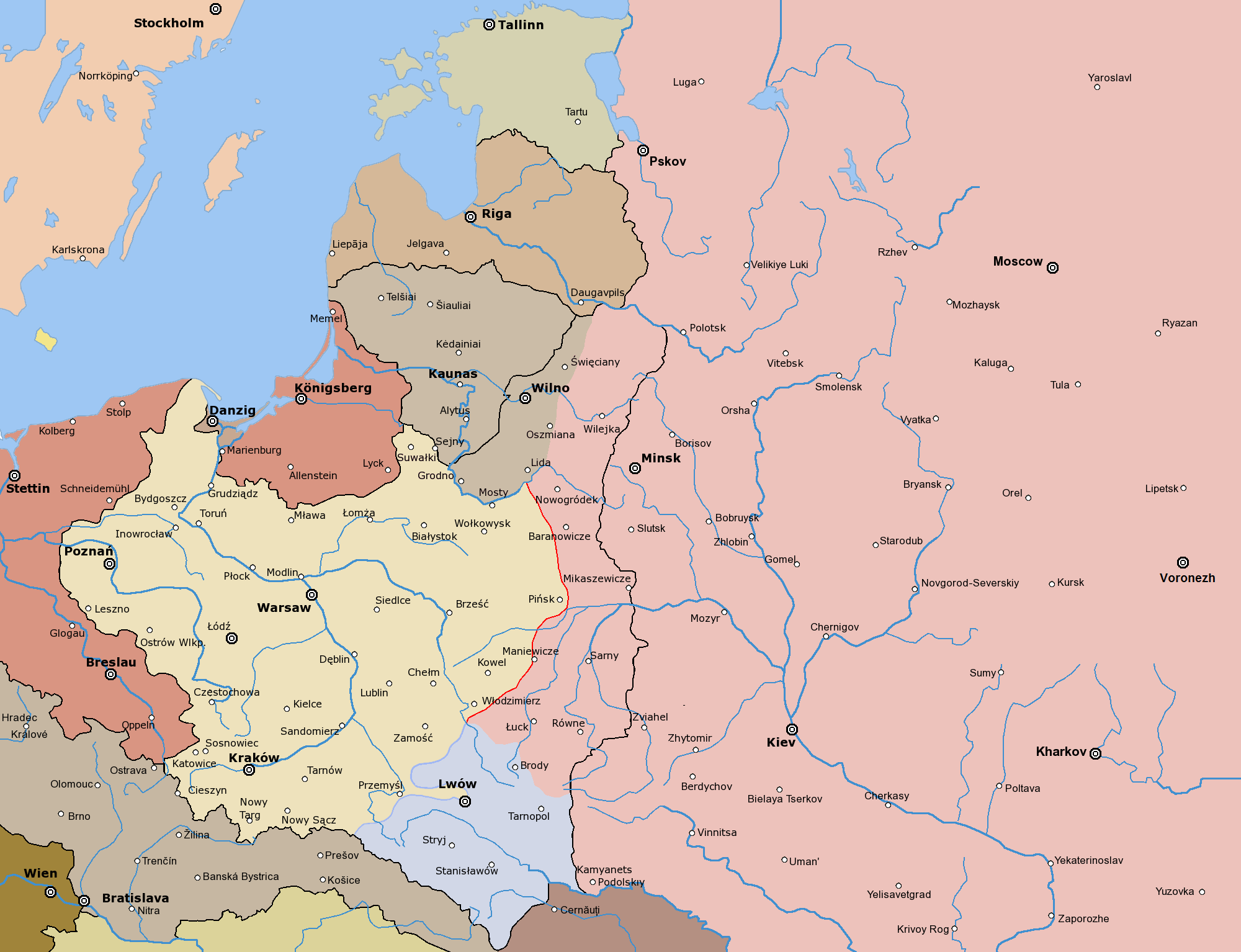
La Pologne en mars 1919
La Pologne et l'URSS de 1921 à 1939
La ligne Curzon et la frontière entre la Pologne et l'URSS de 1945 à 1990